# Penisola del Niagara

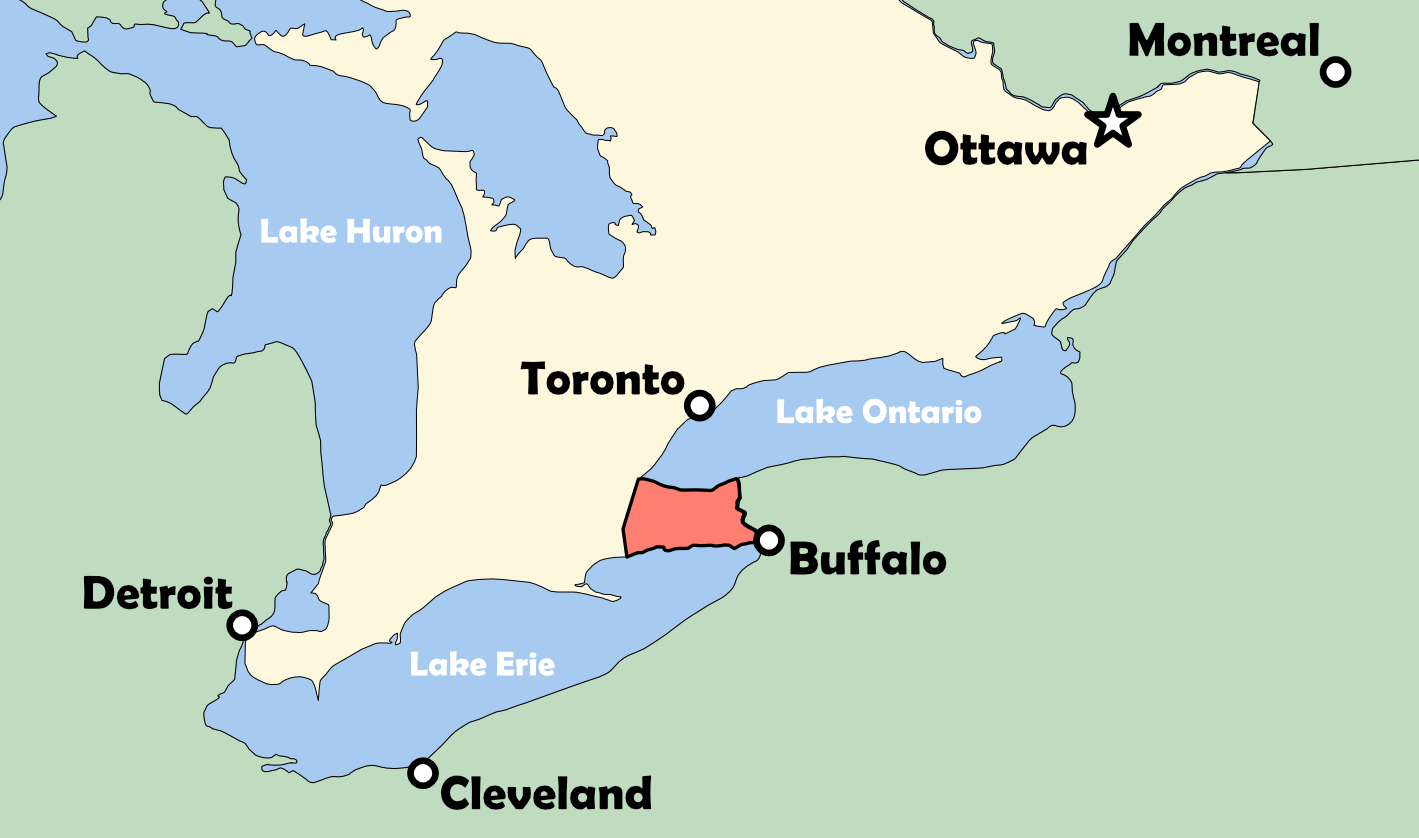
Mappa dell'Ontario meridionale che mostra in rosso la penisola del Niagara.

La penisola del Niagara è un'area compresa tra la sponda sud-occidentale del lago Ontario e la sponda nord-orientale del lago Erie, e si trova in Canada, nell'Ontario. Tecnicamente è un istmo anziché una penisola. A est è delimitata dal fiume Niagara, mentre a ovest tocca la città di Hamilton. La penisola è situata nella regione Golden Horseshoe, nell'Ontario meridionale, e ha una popolazione di circa un milione di persone.

## Amministrazione
La maggior parte della penisola appartiene alla municipalità regionale di Niagara. I principali centri abitati della penisola sono St. Catharines, Niagara Falls, Thorold, Port Colborne e Welland.

## Storia
Originariamente la zona era abitata da un popolo delle Prime Nazioni chiamato "Neutrale", così chiamato per l'abitudine di commerciare beni come punte di freccia in selce con entrambe le potenze regionali in lotta, gli Uroni e gli Irochesi. I neutrali furono sterminati dagli Irochesi intorno al 1650, quando questi ultimi cercarono di espandere il loro territorio di caccia alle pellicce nell'ambito delle guerre dei castori. Da questo punto fino all'arrivo dei lealisti dell'Impero Unito dopo la guerra d'indipendenza americana, la regione fu abitata solo sporadicamente, poiché gli Irochesi non stabilirono insediamenti permanenti nella zona.
La penisola del Niagara divenne una delle prime aree dell'Alto Canada ad essere colonizzata dai lealisti britannici alla fine del XVIII secolo. La capitale della nuova colonia fu fondata con il nome di Newark, attualmente Niagara-on-the-Lake. Molti immigrati inglesi e irlandesi si stabilirono nella penisola, ma durante il XIX secolo immigrati italiani e tedeschi popolarono massicciamente la penisola e furono i principali gruppi di immigrati, seguiti da francesi, polacchi e altri immigrati dell'Europa centrale.
La zona del Niagara divenne un importante centro industriale, con mulini alimentati ad acqua, a cui si aggiunsero la produzione di energia idroelettrica a Niagara Falls e industria ad alto consumo di elettricità sia a Niagara Falls che a St. Catharines. L'agricoltura, in particolare la frutticoltura lungo le rive del lago Ontario, continua comunque ad essere importante ancora oggi. Fu costruita una serie di canali per collegare i centri abitati con le risorse minerarie dei Grandi Laghi superiori con la Via marittima del San Lorenzo. La General Motors si insediò in modo considerevole a St. Catharines con stabilimenti automobilistici e una fonderia; la seguirono numerosi produttori di ricambi auto. Furono costruiti bacini di carenaggio anche a Port Weller, sul lago Ontario.

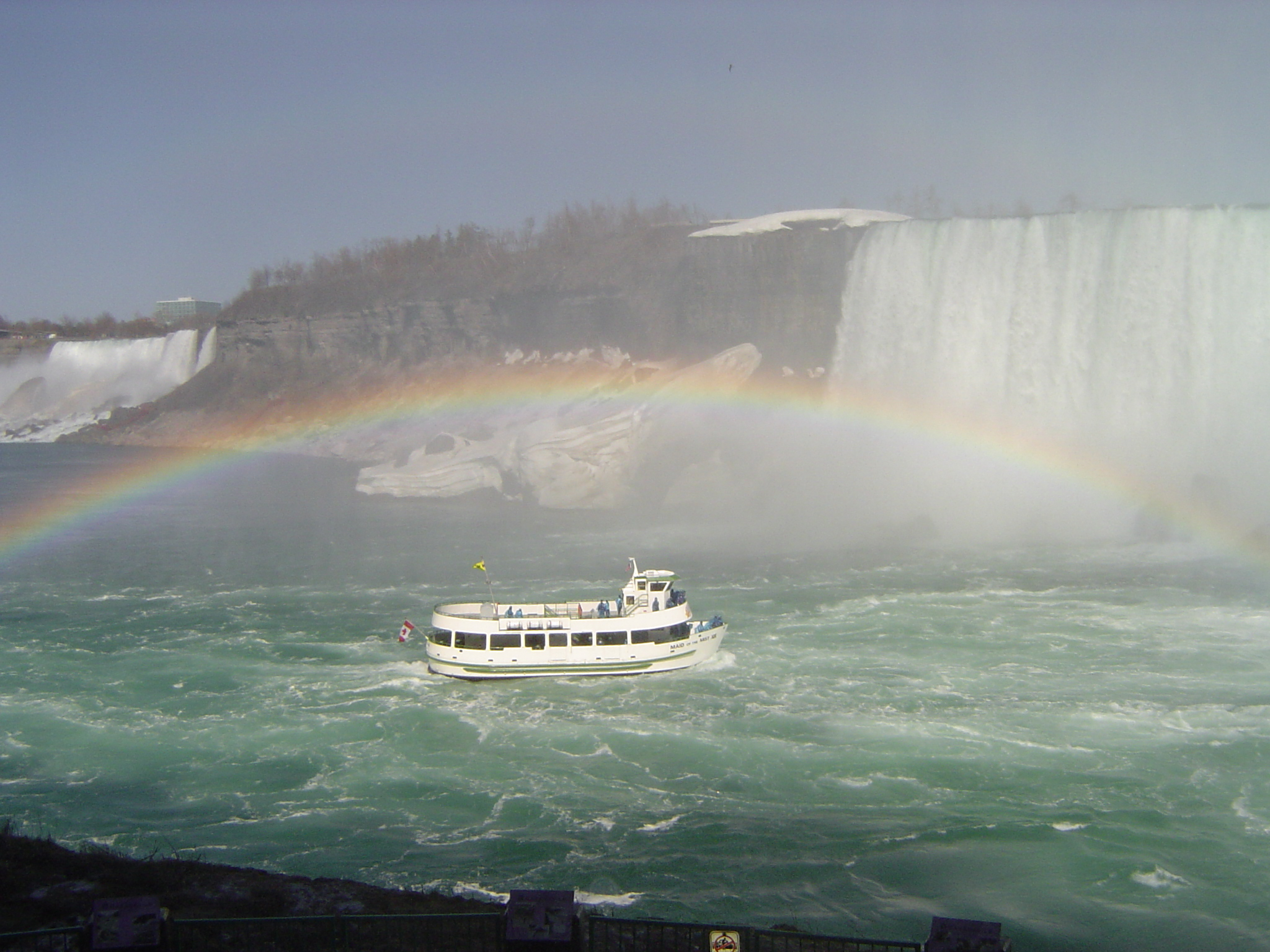
La nave Maid of the Mist alle Cascate del Niagara.

## 21° secolo
Negli anni recenti l'industria pesante è in declino, principalmente a causa del rallentamento delle case automobilistiche nordamericane. Migliaia di posti di lavoro sono andati persi in fabbriche della zona come General Motors, Thompson Products, Deere & Company, Dana Canada Corp, Port Weller Drydocks, Domtar Papers e Gallagher Thorold Paper. Per questo motivo, le amministrazioni locali sono state costrette a prendere in considerazione nuove e diverse opportunità per impedire l'esodo di personale ben formato.

## Turismo
Da oltre 150 anni numerosi visitatori arrivano nella zona, soprattutto grazie alle Cascate del Niagara. Nuove strutture ricettive costruite a partire dalla metà degli anni 1990 hanno generato un grande incremento dell'ospitalità di lusso in tutta la penisola del Niagara.
Oggi ogni anni più di 10 milioni di turisti visitano la penisola per ammirare la bellezza delle cascate e dei parchi del Niagara. L'ecoturismo è diventato sempre più popolare, poiché sempre più persone scoprono ed esplorano luoghi nascosti, come la scarpata del Niagara, dichiarata Riserva della Biosfera dall'UNESCO nel 1990.

### Cantine vinicole della penisola del Niagara
Un altro settore in cui il turismo ha registrato una notevole crescita negli ultimi trent'anni è stata l'industria vitivinicola. Le numerose aziende vinicole e vigneti in stile europeo hanno svolto un ruolo importante nell'attrarre visitatori. La maggior parte delle aziende vinicole locali offre visite guidate complete delle proprie strutture, mentre alcune propongono anche un menù gastronomico in loco, con piatti della cucina canadese unica abbinati ai propri vini d'annata VQA. Durante i mesi più freddi dell'anno (di solito da dicembre a febbraio) si possono osservare alcune varietà di uva raccolte e pressate all'aperto nel vigneto come parte del processo di creazione del vino di ghiaccio, il più dolce vino al mondo, e uno dei più costosi. 

### Niagara-on-the-Lake
Un'altra importante attrazione per i viaggiatori in cerca di attività culturali è il famoso Shaw Festival Theater (che prende il nome dal drammaturgo George Bernard Shaw), situato nella cittadina di Niagara-on-the-Lake. A Niagara-on-the-Lake si trova anche Fort George, un forte costruito e occupato dagli inglesi durante la guerra del 1812. Fu ricostruito e aperto al pubblico negli anni 1960 ed è aperto durante i mesi estivi. Tra gli importanti luoghi storici nelle vicinanze vi sono il monumento a Isaac Brock, il monumento a Laura Secord e i siti dei campi di battaglia di Queenston Heights, Lundy's Lane e Chippawa.

## Urbanesimo
Le tre municipalità principali, St. Catharines, Niagara Falls e Welland, sono per lo più urbane e offrono la maggior parte dei servizi necessari. Il resto della penisola, soprattutto nell'estremo ovest e a sud, è solo in parte urbano o quasi interamente rurale.
I centri di istruzione superiore sono la Brock University e il Niagara College, che offrono entrambi corsi di laurea triennale e magistrale in numerose discipline.